# Ueda Shunkichi

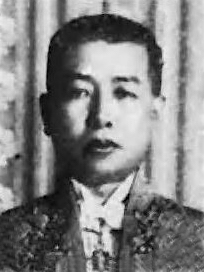
Ueda Shunkichi

Ueda Shunkichi (jap. 殖田 俊吉; geboren 4. August 1890 in der zukünftigen Stadt Usa (damals Landkreis Usa), Präfektur Ōita; gestorben 23. Mai 1960) war ein japanischer Politiker.

## Leben und Wirken
Ueda Shunkichi machte 1914 seinen Studienabschluss an der Universität Tokio an der Juristischen Fakultät im Fach Politikwissenschaft. Anschließend bestand er die Aufnahmeprüfung für den höheren Staatsdienst „Kōtō Bunkan Shiken“ (高等文官試験). Er durchlief folgende Positionen: Steueraufsichtsbehörde und Finanzministerium, Leiter des Finanzamts von Hiroshima, der Zollstation Moji, der Osaka Zollüberwachungsabteilung (大阪税関各監視部) und zugleich der Abteilung für allgemeine Angelegenheiten. Er arbeitete im Finanzministerium, war Sekretär des Premierministers, Sekretär im Finanzministerium und zugleich Exekutivsekretär des Premierministers, dann Direktor der „Abteilung für Produktionssteigerung“ im Ministerium für Kolonialangelegenheiten (拓務省殖産局長 Takumu-shō shokusan-kyokuchō). Nachdem er als Direktor der „Abteilung für Produktionssteigerung“ im „Generalgouvernement Taiwan“ (台湾総督府殖産局長 Taiwan-sōtokufu shokusan-kyokuchō) und Direktor des Finanzbüros von Kantō (関東財務局長, Kantō zaimu kyokuchō) gedient hatte, ging er 1933 aus politischen Gründen in den Ruhestand.
Während des Zweiten Weltkriegs nahm Ueda als Berater von Premierminister Konoe Fumimaro an den Friedensplänen mit Yoshida Shigeru teil und wurde von der Militärpolizei festgenommen. Nach dem Krieg wurde er Rechnungsprüfer der „Bank für Wiederaufbau“ (復興金融金庫, Fukkō kin’yū kinko), 1948 Leiter der Justizbehörde (法務総裁, Hōmu sōsai) und der Behörde für Verwaltungsaufsicht (行政管理庁, Gyōseikanri-chō) im 2. Yoshida-Kabinett. Er gehörte auch dem 3. Yoshida-Kabinett als Leiter der Justizbehörde an. Er beschäftigte sich mit der Anpassung der Regulierungsverordnung für Körperschaften (団体等規正令, Dantai tōkisei-rei) und anderen juristischen Problemen.